# Гамма² Стрельца
Гамма² Стрельца (лат. Gamma² Sagittarii) — звезда в созвездии Стрельца на расстоянии приблизительно 96 световых лет от нас, Видимая звёздная величина +2.98. Звезда также имеет традиционное арабское название Альнасл.

## Характеристики
Гамма² Стрельца видна невооружённым глазом, поэтому известна с глубокой древности. Это одна из редких звёзд, имеющих два арабских традиционных названия. Первое, более распространённое, «Альнасл», обозначает «наконечник стрелы». Второе, «Нушаба», обозначает то же самое. По своим физическим характеристикам Гамма² Стрельца представляет собой оранжевый гигант, радиус которого в 12 раз больше солнечного, температура поверхности составляет около 4760 кельвинов. Звезда массивнее Солнца в 2.9 раза, светимость в 48 раз больше солнечной. Планет в данной системе пока обнаружено не было.